# Ițcani
Ițcani – wieś w Rumunii, w okręgu Bacău, w gminie Plopana. W 2011 roku liczyła 259 mieszkańców.